# Franco Güity
Franco Danilo Güity Félix (Santa Rosa de Aguán, Colón, Honduras; 5 de diciembre de 1987) es un futbolista hondureño. Juega de delantero y su actual club es el Club Deportivo Génesis de la primera división de fútbol de Honduras.

## Trayectoria

### Hispano
Fue formado en Hispano. Debutó el 18 de julio de 2009 en una derrota de 2-1 como visitantes ante Marathón. Su primer gol lo anotó el 17 de octubre de 2009 en el Estadio Carlos Miranda de Comayagua en un partido contra Platense correspondiente a la 14ª jornada del Apertura 2009.

### Olimpia
En junio de 2010, fue confirmado como refuerzo del Olimpia, tras firmar un contrato por seis años, y con el objetivo inmediato de afrontar la Liga Nacional de Honduras y la Liga de Campeones de la Concacaf. El 24 de noviembre de 2010, ante Victoria, marcó su primera anotación con la camisa merengue.

### Atlético Choloma
En julio de 2011, Olimpia lo envió a préstamo por un año al Atlético Choloma, equipo que recién había ascendido a la Liga Nacional de Honduras. El 7 de agosto de 2011, justamente ante Olimpia, hizo su debut con los toros, en un juego válido por la primera fecha del Apertura 2011 y cuyo resultado fue una derrota de 2-0 para el Atlético Choloma. El 14 de agosto de 2012, en el empate de 1-1 ante Motagua, realizó su primera anotación con el club, misma que significó la primera de Atlético Choloma en Liga Nacional de Honduras.

### Real España
En junio de 2012, firmó un contrato por dos años con el Real España en calidad de préstamo, luego de una destacada actuación con Atlético Choloma y diferencias contractuales con Olimpia. El 5 de agosto de 2012, de la mano de José de la Paz Herrera, realizó su debut con los aurinegros durante un encuentro contra el Vida que terminó con resultado de 3-0 favorable a su equipo. Anotó su primer con Real España el 2 de marzo de 2013, en la victoria de 2-1 ante Atlético Choloma. Fue parte del equipo que, dirigido por el costarricense Hernán Medford, se consagró campeón de la Liga Nacional de Honduras durante el Apertura 2013.

### Olimpia (2ª etapa)
Regresó al club albo para el Apertura 2014, pero solo jugó 4 partidos bajo el mando del argentino Héctor Vargas.

### Victoria
El 6 de enero de 2015 se anunció su cesión al Victoria, proveniente de Olimpia. El 17 de enero de 2015, hizo su debut con la jaiba brava, contra Real España, en un encuentro que resultó con empate de 1-1. Su primera anotación llegó 4 de abril de 2015, durante un Clásico ceibeño contra el Vida que ambos clubes empataron a un gol.

### Vida
El 23 de julio de 2015, fue fichado a modo de cesión por el Vida, a petición de Ramón Maradiaga. Hizo su debut durante la goleada de 4-0 sufrida ante Real Sociedad, por la primera jornada del Apertura 2015. El 12 de agosto de 2015, realizó su primer gol con los cocoteros, durante el triunfo por la mínima ante Real España como visitantes. Con el Vida, disputó 28 juegos y anotó 12 goles.

### Juticalpa
El 1 de junio de 2017, el Juticalpa lo presentó como su primer refuerzo de cara al Apertura 2017. Durante su estadía en el equipo de las pampas olanchanas, Güity jugó 34 partidos y marcó 12 goles.

### Univ. Pedagógica
El 7 de enero de 2019 fue presentado, junto con José Mendoza y Michael Osorio, como refuerzo del club universitario por los siguientes dos años. En su primer año, marcó 22 goles en 31 partidos disputados, lo cual despertó el interés en Motagua y en clubes asiáticos.

### Al-Nojoom
El 26 de diciembre de 2019, cuando parecía que todo estaba acordado para cerrar su transferencia a Motagua,  se concretó su traspaso al Al-Nojoom de Arabia Saudita, club que pagó US$ 650.000 por la adquisición de sus derechos deportivos (oferta que superó ampliamente los US$ 175.000 que había ofrecido el ciclón azul).
El 11 de febrero de 2020, realizó su debut con doblete incluido ante el Hetten, en un partido que culminó con victoria de 3-1 para su equipo. El 25 de febrero de 2020, volvió a anotar durante el triunfo de 1-0 sobre Al-Tai.

## Clubes
| Club             | País           | Año         |
| ---------------- | -------------- | ----------- |
| Hispano          | Honduras       | 2009 - 2010 |
| Olimpia          | Honduras       | 2010 - 2011 |
| Atlético Choloma | Honduras       | 2011 - 2012 |
| Real España      | Honduras       | 2012 - 2014 |
| Olimpia          | Honduras       | 2014        |
| Victoria         | Honduras       | 2015        |
| Vida             | Honduras       | 2015 - 2016 |
| Juticalpa        | Honduras       | 2017 - 2018 |
| Univ. Pedagógica | Honduras       | 2019        |
| Al-Nojoom        | Arabia Saudita | 2020        |
| Bisha            | Arabia Saudita | 2021        |
| Real Sociedad    | Honduras       | 2021 - 2022 |
| CD Génesis       | Honduras       | 2023 - ?    |

## Estadísticas
Actualizado al último partido jugado el 27 de agosto de 2020.
| Hispano Honduras | 2009-10       | 30  | 2  | — | — | — | — | 30  | 2  | 0.07 |
| Total club | Total club    | 30  | 2  | 0 | 0 | 0 | 0 | 30  | 2  | 0.07 |
| Olimpia Honduras | 2010-11       | 12  | 2  | — | — | 0 | 0 | 12  | 2  | 0.17 |
| Total club | Total club    | 12  | 2  | 0 | 0 | 0 | 0 | 12  | 2  | 0.17 |
| Atlético Choloma Honduras | 2011-12       | 32  | 9  | — | — | — | — | 32  | 9  | 0.28 |
| Total club | Total club    | 32  | 9  | 0 | 0 | 0 | 0 | 32  | 9  | 0.28 |
| Real España Honduras | 2012-13       | 15  | 1  | — | — | — | — | 15  | 1  | 0.07 |
| Real España Honduras | 2013-14       | 18  | 2  | — | — | — | — | 18  | 2  | 0.11 |
| Total club | Total club    | 33  | 3  | 0 | 0 | 0 | 0 | 33  | 3  | 0.09 |
| Olimpia Honduras | 2014-15       | 4   | 0  | — | — | 0 | 0 | 4   | 0  | 0    |
| Total club | Total club    | 4   | 0  | 0 | 0 | 0 | 0 | 4   | 0  | 0    |
| Victoria Honduras | 2014-15       | 17  | 2  | — | — | — | — | 17  | 2  | 0.12 |
| Total club | Total club    | 17  | 2  | 0 | 0 | 0 | 0 | 17  | 2  | 0.12 |
| Vida Honduras | 2015-16       | 28  | 12 | — | — | — | — | 28  | 12 | 0.43 |
| Total club | Total club    | 28  | 12 | 0 | 0 | 0 | 0 | 28  | 12 | 0.43 |
| Juticalpa Honduras | 2017-18       | 25  | 10 | — | — | — | — | 25  | 10 | 0.4  |
| Juticalpa Honduras | 2018-19       | 9   | 2  | — | — | — | — | 9   | 2  | 0.22 |
| Total club | Total club    | 34  | 12 | 0 | 0 | 0 | 0 | 34  | 12 | 0.35 |
| Univ. Pedagógica Honduras | 2018-19       | 13  | 8  | — | — | — | — | 13  | 8  | 0.62 |
| Univ. Pedagógica Honduras | 2019-20       | 18  | 14 | — | — | — | — | 18  | 14 | 0.78 |
| Total club | Total club    | 31  | 22 | 0 | 0 | 0 | 0 | 31  | 22 | 0.71 |
| Al-Nojoom Arabia Saudita | 2019-20       | 10  | 6  | — | — | — | — | 10  | 6  | 0.6  |
| Total club | Total club    | 10  | 6  | 0 | 0 | 0 | 0 | 10  | 6  | 0.6  |
| Bisha Arabia Saudita | 2020-21       | 10  | 8  | — | — | — | — | 10  | 8  | 0.8  |
| Total club | Total club    | 10  | 8  | 0 | 0 | 0 | 0 | 10  | 8  | 0.8  |
| Real Sociedad Honduras | 2021-22       | 2   | 1  | — | — | — | — | 2   | 1  | 0.5  |
| Total club | Total club    | 2   | 1  | 0 | 0 | 0 | 0 | 2   | 1  | 0.5  |
| Total carrera | Total carrera | 243 | 79 | 0 | 0 | 0 | 0 | 243 | 79 | 0.33 |
| (2) Incluye datos de la Liga de Campeones de la Concacaf (2010-11; 2014-15). (3) Media de goles por encuentro. No incluye goles en partidos amistosos. |               |     |    |   |   |   |   |     |    |      |

## Palmarés

### Campeonatos nacionales
| Título          | Club        | País     | Año  |
| --------------- | ----------- | -------- | ---- |
| Torneo Apertura | Real España | Honduras | 2013 |

### Distinciones individuales
| Distinción                                         | Año  |
| -------------------------------------------------- | ---- |
| Subcampeón de goleo del Torneo Apertura (14 goles) | 2019 |